# Phrase
Pour les articles homonymes, voir Phrase (homonymie).
En grammaire, une phrase peut être considérée comme un ensemble autonome, réunissant des unités syntaxiques organisées selon différents réseaux de relations plus ou moins complexes appelés subordination, coordination ou juxtaposition.
L'autonomie peut être définie comme un prédicat (en français, le plus souvent un verbe conjugué) associé à une modalité d'énonciation (assertion, interrogation, injonction, exclamation dans un sens restreint, amorcé par un marqueur exclamatif).
- La phrase possède une unité sémantique (ou unité de communication), c'est-à-dire, un contenu transmis par le message (sens, signification…). Ce contenu se dégage du rapport établi entre les signes de la phrase, et dépend du contexte et de la situation du discours : chaque phrase a sa référence. Cette référence résulte de la mise en rapport avec une situation, même imaginaire, de discours. Selon Roman Jakobson, le mot seul n’est rien. Il ne se définit que par rapport aux autres éléments de la phrase.
- Le sens ne dépend pas seulement des mots (aspect lexical). L’organisation grammaticale y est aussi très importante : c'est l'aspect syntaxique. Normalement, la syntaxe ne dépasse jamais les limites de la phrase.
- Au-delà de la phrase, il existe cependant la grammaire de texte. Celle-ci étudie les énoncés (écrits, paroles, discours...) composés de plusieurs phrases enchaînées, avec, notamment, leurs connecteurs (adverbes permettant la transition logique entre les phrases d'un énoncé) et leurs représentants textuels (mots renvoyant à d'autres mots de l'énoncé). À la frontière de la morphosyntaxe, la grammaire de texte permet d'accéder à d'autres disciplines sortant du cadre de la grammaire stricte : littérature, stylistique, rhétorique, philologie, etc.
- Il est nécessaire de bien différencier la phrase de l'énoncé. La phrase a une signification (toujours la même, quelle que soit la situation d'énonciation), celui produit par les choix lexicaux et syntaxiques (elle se situe plutôt du côté de la grammaire). L'énoncé a un sens, qui, en fonction de la situation d'énonciation, peut s'avérer différent du sens de la phrase. En conséquence, l'énoncé se situe plutôt du côté de la pragmatique (branche de la linguistique). C'est pourquoi une phrase tirée de son contexte, c'est-à-dire, hors situation d'énonciation, conserve sa signification mais peut perdre son sens :

Il fait beau.
La phrase ci-dessus, quelle que soit la situation d'énonciation, signifie qu'il fait beau. Rien de plus, rien de moins. En tant qu'énoncé par contre, elle peut avoir des sens différents. S'il fait vraiment beau, le sens de l'énoncé ci-dessus correspond à la signification de la phrase. Si, au contraire, le temps n'est pas beau, et que l'énonciateur s'exprime ironiquement, le sens de l'énoncé sera : « Il ne fait vraiment pas beau ! », tandis que la signification de la phrase restera inchangée : « Il fait beau. »
- Il convient de déterminer trois choses : d'abord, où commence et où finit la phrase, ensuite, quelle est sa structure interne, enfin, quels sont les éléments éventuels qui échappent à sa syntaxe.

## Délimitation de la phrase
- À l'oral, une phrase est habituellement identifiée par l'intonation : c'est la chute du ton de la voix dans son ultime segment qui nous indique qu'une phrase se termine.
- À l'écrit, la limite habituelle de la phrase est un signe de ponctuation : le point, mais également, le point d'exclamation, le point d'interrogation, les points de suspension. Par ailleurs, la première lettre de la phrase est obligatoirement une majuscule.
- Cependant, il peut arriver que ce cadre formel (phrase orale aussi bien que phrase écrite) ne coïncide pas avec la syntaxe. Deux cas peuvent alors se présenter : soit la syntaxe déborde du cadre de la phrase, soit celle-ci contient plusieurs syntaxes indépendantes.

### Syntaxe débordant du cadre de la phrase
En suivant les à-coups spontanés de la pensée et le jaillissement incontrôlé des émotions plutôt que la planification structurée de la syntaxe, un tel type de phrase permet de faire partager l'état d'esprit du locuteur. À l'écrit, il s'agit le plus souvent d'une figure de style :
Et j'ai connu un moment de désespoir absolu. Le premier de ma vie consciente. Un moment de haine pure, aussi, envers cette femme altière et ses manigances. (Françoise GIROUD, Leçons particulières. Fayard, 1990)
Ces trois phrases formelles n'en forment qu'une seule du point de vue syntaxique. Les deux dernières phrases (phrases nominales) sont en fait des appositions du nom « moment » de la première phrase.

### Phrase pouvant contenir plusieurs syntaxes indépendantes
La grammaire traditionnelle appelle de telles unités des propositions indépendantes. Elles sont soit juxtaposées par un signe de ponctuation, tel que virgule, point-virgule, double point, tiret, soit reliées par un coordonnant (coordonnées, donc) :
Ce sont les vacances : je fais la grasse matinée.
Les deux segments séparés par le deux-points sont liés d'un point de vue sémantique (le second est la conséquence du premier) mais autonomes d'un point de vue syntaxique. C'est ainsi que, quoique appartenant à une même phrase formelle, ces deux segments peuvent parfaitement être analysés comme deux phrases indépendantes.
- Remarquons que lorsqu'une proposition indépendante se confond avec la phrase, une telle phrase est dite monopropositionnelle :

Anatole dort.

## Structure minimale de la phrase
Une phrase est constituée d’une ou plusieurs propositions. Chaque proposition est typiquement constitué d’un sujet et d’un prédicat (groupe verbal) auxquels peuvent s’ajouter des éventuels compléments circonstanciels.
Le sujet (accompagné de tous les éléments qui en dépendent) constitue le thème de la phrase, c'est-à-dire, ce dont on parle.
« Jean, l’ami que je vous ai présenté, dort. »

Le sujet est « Jean, l’ami que je vous ai présenté ».
Le sujet peut être implicite. Ainsi, dans le mode impératif, la terminaison du verbe aide à le déterminer.
« Donne-moi cinq euros. »

Le sujet, non explicité, est l’interlocuteur ou interlocutrice.
Le prédicat (le verbe accompagné de tous les éléments qui en dépendent directement) constitue le rhème (ou propos) : c’est ce que l’on dit du thème.
« Jean dort profondément. »

Le prédicat est « dort profondément ».
Le verbe constitue le noyau de la phrase.

### Phrases atypiques
Par exception à la constitution usuelle de la phrase, certaines phrases n’ont pas de verbe conjugué et sont donc « atypiques ».

#### Phrase elliptique
La phrase elliptique est une phrase où le sujet implicite provient directement du contexte. Ainsi, isolée, elle n’a pas de sens.
— Où vas-tu ?
— Chez Martine.

#### Mot-phrase
Certains mots ou certaines locutions peuvent constituer à eux seuls des phrases correctes. C’est le cas des adverbes d’affirmation et de négation (oui et non) ou des formules de politesse (bonjour).

#### Phrase averbale
Les autres phrases atypiques sont dites averbales. Le noyau repose donc sur un autre élément : un adjectif, un groupe nominal — on parle alors de phrase nominale —, un adverbe ou un groupe prépositionnel.
Elle se combine, tout comme une phrase, d'une modalité d'énonciation, l'assertion (parfois avec un supplément d'affect) :
« Une belle ville, Toulouse » — Bernanos
« Toujours imbue de religion, ta femme ? » — Feydeau
« au clou, le Lagarde et Michard » — Ernaux
Ainsi la phrase nominale peut également contenir deux éléments comme ci-dessus. Dans ce cas, on peut dire qu'il y a un début d'organisation (un début de syntaxe, donc) ; on peut par exemple être en présence d'un sujet (ou support) et d'un élément juxtaposé qui nous renseigne sur ce sujet. Dans les phrases ci-dessus, on a le noyau (ou prédicat) suivi du sujet (ou support). L'absence de verbe nous invite à deviner le type de lien existant entre ces deux éléments : 
Autres exemples :
Habitude servitude.
C'est-à-dire « L'habitude est une servitude » ou encore, « On est l'esclave de ses habitudes ».
Ô les calvaires et les moulins du désert, les îles et les meules.
Phrase nominale de Arthur Rimbaud dans Enfance / Illuminations.
La phrase averbale peut être également constituée d'un seul et unique élément :
La mer. Les vacances. Le soleil. Le camping. Formidable.
C'est-à-dire (par exemple) « Nous voici au bord de la mer. Ce sont les vacances. Il y a du soleil. Nous faisons du camping. C'est formidable."
[Nota : "Formidable." est une phrase adjectivale, et non nominale, car elle est constituée d'un adjectif qualificatif.]
Autres exemples :
Très bon, très bon, et très neuf comme saveur; une trouvaille, mon cher ! (Maupassant, ex. tiré de Lefeuvre 1999)
Elle peut avoir un sens attributif comme dans les cas répertoriés jusqu'ici, mais également un sens existentiel, posant l'existence d'un objet :
À chaque pas des fossés, des ronces, des broussailles.(Daudet, ex. tiré de Lefeuvre 1999)
et même parfois, un sens processuel impliquant une dynamique qui se réalise dans le temps:
Visite de Mlle Chantal. (Bernanos, ex. tiré de Lefeuvre 1999)
- Quel que soit le nombre d'éléments, une phrase nominale est le plus souvent une phrase asyntaxique, c'est-à-dire, une phrase privée de syntaxe.[Ceci reste à voir dans le cas d'une phrase nominale dont le nom-noyau est complété par des expansions, et notamment par une ou plusieurs propositions subordonnées relatives, par exemple :

A gauche, la mer invisible, qui roulait doucement… (Daudet, ex. tiré de Lefeuvre 1999)] 
Une phrase asyntaxique peut être néanmoins interprétable.

## Éléments hors syntaxe
Les éléments échappant aux règles de la syntaxe (dits éléments hors syntaxe), sont des mots ou des syntagmes, n'entretenant aucun rapport, direct ou indirect, avec le noyau de la phrase (c'est-à-dire, le verbe). Ils sont donc totalement indépendants du discours de niveau supérieur dans lequel ils sont insérés (on parle d'ailleurs d'insertion à leur sujet) :
Hier, j'en mettrais ma main au feu, je l'ai croisé sur le boulevard.
Sans la parenthèse, la phrase serait : « Hier, je l'ai croisé sur le boulevard ».
Je vous paierai, lui dit-elle, avant l'août, foi d'animal, intérêt et principal. (Jean de La Fontaine - La Cigale et la Fourmi)
Sans l'incise « lui dit-elle » et sans la parenthèse « foi d'animal », le plan principal du discours est le suivant : « Je vous paierai avant l'août, intérêt et principal. »
- Mais ces éléments hors syntaxe peuvent évidemment, pour leur propre compte, générer un certain nombre de satellites, et par là, leur propre syntaxe.

Temps de cochon !
Phrase nominale ayant valeur d'interjection et pouvant être analysée ainsi : « temps » (nom commun) est le noyau, ne se rattachant à aucun autre élément ; « cochon » (nom commun), précédé de la préposition « de » est complément du nom temps. Sur le plan lexical, on peut également considérer cette phrase comme une locution nominale.
- Une phrase contenant des éléments hors syntaxe n'est pas nécessairement asyntaxique. Cependant, lorsque l'organisation syntaxique se modifie au cours d'une phrase, on a alors affaire à une véritable rupture syntaxique. Mais elle peut être également voulue par l'auteur. Dans ce cas, il s'agit d'une figure de style appelée anacoluthe, qui a pour but d'imiter la spontanéité du discours oral :

Mon voisin, son fils, il a eu un accident.
Pour : « Le fils de mon voisin a eu un accident. »
- On distingue, d'une part les éléments archaïques, d'autre part les éléments appartenant à un autre discours.

### Éléments archaïques

#### Interjection et exclamation
Dans l'interjection (qui est une véritable catégorie grammaticale) comme dans l'exclamation (qui est une catégorie grammaticale quelconque employée comme interjection), on constate une très forte charge affective.
Aïe ! La porte ! Malheur !
La première phrase est une véritable interjection, la seconde et la troisième sont des exclamations utilisant des noms employés comme des interjections.

#### Apostrophe
L'apostrophe ou invocation, constitue une fonction du nom ou du pronom. Ni satellite du verbe, ni satellite du sujet (tout au plus satellite de la phrase), l'apostrophe permet de nommer la personne (ou la chose personnifiée) à qui s'adresse le discours. Il s'agit le plus souvent d'un nom, ou d'un pronom personnel disjoint de la deuxième personne (toi ou vous). Sa place est relativement libre, mais on trouve habituellement l'apostrophe en début de phrase :
Salomé, sois sage ! Toi, viens ici.
- L'apostrophe est parfois précédée de la particule interjective ô :

Ô temps, suspends ton vol ! (Alphonse de Lamartine)

### Éléments appartenant à un autre discours
Il s'agit d'un discours inclus, enchâssé dans un autre discours, chacun de ces deux discours, ayant sa propre syntaxe, et parfois, sa propre énonciation. À l'oral, afin de bien faire sentir que les deux discours sont sur des plans différents, le discours secondaire (parfois appelé phrase incidente ou sous-phrase) est souvent énoncé avec une intonation plane.

#### Parenthèse
La parenthèse, en tant que contenu (et non pas en tant que signe graphique), consiste le plus souvent en un supplément d'information (parfois, une digression quelconque), relatif à tout ou partie du discours de niveau supérieur :
Un mal qui répand la terreur, / […] La peste (puisqu'il faut l'appeler par son nom), / […] Faisait aux animaux la guerre. (Jean de La Fontaine - Les Animaux malades de la peste)
- Elle peut être délimitée par le signe graphique des parenthèses, mais également, par des tirets ou parfois encore, par de simples virgules :

Cicéron a dit quelque part, c'est, je crois, dans son traité De la nature des dieux, qu'il y a eu plusieurs Jupiters […]. (Prosper Mérimée - Les Âmes du Purgatoire)
On aura remarqué que le « je crois » constitue un troisième plan de discours, à l'intérieur de la parenthèse.
- Il convient de noter que, bien qu'étant incontestablement de nature syntaxique, l'apposition, toujours entre virgules, s'apparente la plupart du temps à une parenthèse :

Souvent, pour s'amuser, les hommes d'équipage / Prennent des albatros, vastes oiseaux des mers, / Qui suivent, indolents compagnons de voyage, / Le navire glissant sur les gouffres amers. (L'Albatros - Charles Baudelaire) 
Dans ce célèbre quatrain, l'essentiel de la phrase s'arrête au mot « albatros ». Tout ce qui suit n'est qu'une longue apposition à ce même mot. Mais à l'intérieur de cette apposition, est insérée une apposition secondaire « indolents compagnons de voyage », se rapportant au pronom relatif « qui », selon le principe des « poupées russes » ou de la « parenthèse dans la parenthèse ».

#### Parole rapportée du discours direct
La parole rapportée (le discours direct proprement dit) est normalement délimitée par des guillemets.
- La parole rapportée du discours direct possédant sa propre syntaxe (complètement indépendante de la syntaxe du discours de niveau supérieur), il faut éviter de céder à la tentation d'analyser ce discours comme un C.O.D. du verbe introducteur (le verbe aurait dit dans l'exemple ci-dessus).

#### Incise du discours direct
Toujours concernant le discours direct, mais à l'intérieur de la parole rapportée, cette fois, on trouve l'incise. Celle-ci contient le verbe introducteur indiquant qui énonce le discours en question. Elle peut être intercalée entre virgules dans le corps de la phrase ou rejetée à la fin de celle-ci. Lorsque le sujet du verbe est un pronom personnel, celui-ci devient sujet inversé (placé après le verbe, avec un trait d'union).
Que faisiez-vous au temps chaud ? dit-elle à cette emprunteuse.  (Jean de La Fontaine - La Cigale et la fourmi)
Dans l'incise, on peut sans problème repérer le verbe « dit », le pronom sujet « elle », la préposition « à », le démonstratif « cette » et le nom C.A.T. « emprunteuse ».
Proposition généralement de peu d'étendue et syntaxiquement indépendante, intercalée entre virgules dans le corps de la phrase ou rejetée à la fin de celle-ci, utilisée pour indiquer que l'on rapporte les paroles ou les pensées de quelqu'un ou pour introduire diverses nuances (supposition, opinion, explication, interrogation).

#### Modalisateurs suppressibles
Un modalisateur est un élément quelconque inséré dans le discours (mot, groupe, proposition…) exprimant un commentaire de l'énonciateur sur le contenu de son propre énoncé : ses jugements, ses réflexions, ses sentiments… 
Or un modalisateur peut, soit être pleinement intégré à la syntaxe, soit être plus ou moins supprimable, soit avoir une valeur de parenthèse :
Stéphane prétend qu'il est malade.
Le verbe prétend est un modalisateur. Il est totalement intégré à la syntaxe, on ne peut donc le supprimer. La phrase équivaut à : « Stéphane dit qu'il est malade, mais moi, je n'en crois rien ».
Jean est malheureusement parti avant que je ne le voie.
L'adverbe « malheureusement » est un modalisateur. Du point de vue de la syntaxe il modifie le verbe « est parti », mais du point de vue sémantique, il se rapporte à l'énonciateur, et non pas à « Jean ». La phrase équivaut à : « Jean est parti avant que je ne le voie, et j'en suis malheureux ».
Antoine est, je le suppose, très compétent.
La proposition « je le suppose » est un modalisateur. Dans ce cas, jouant le rôle d'une parenthèse et n'appartenant pas au même plan de la syntaxe, ce modalisateur est entièrement suppressible.
- Chaque fois qu'un modalisateur est suppressible, il appartenant à un autre plan du discours, il peut être considéré comme étant hors syntaxe.
- Certains modalisateurs, lorsque l'identité de l'énonciateur et le contenu du discours restent indéterminés, s'apparentent à des incises. Il s'agit de verbes impersonnels avec inversion du sujet (paraît-il, semble-t-il, dirait-on, etc.) :

Il aurait, semble-t-il, quitté définitivement la ville…

## Types de phrases
Le type de phrase est la structure morphosyntaxique que revêt la phrase en fonction de la plus ou moins grande implication que l'énonciateur fait peser sur le destinataire. Selon ce critère, on regroupe les phrases en trois types : déclaratif, injonctif et interrogatif.
- Dans la déclaration, l’énonciateur adresse une information au destinataire et lui demande de jouer le rôle de témoin.
- Dans l’interrogation, l’énonciateur attend une réponse verbale du destinataire.
- Dans l’injonction, l’énonciateur attend une réponse physique (un geste, une action…) plus que verbale.

### Phrase déclarative
Une phrase déclarative (ou énonciative ou assertive) indique simplement que l'énonciateur communique une information, déclare un fait au destinataire, s'engage sur sa vérité. Se termine habituellement par un point, elle peut être plus ou moins complexe. C'est le type de phrase le plus répandu, et dont les grammairiens ont fait la phrase type, canonique, exemplaire :
Tu as une moto. Ce jour-là, Julien travaillait. Nous partirons en vacances en juillet. La liberté consiste à pouvoir faire tout ce qui ne nuit pas à autrui.

### Phrase injonctive
Une phrase injonctive (ou de type impératif), indique que l'énonciateur communique au destinataire, un ordre, une interdiction, un conseil, une simple prière, etc., dans l'attente d'une action de la part de celui-ci. Elle se termine habituellement par un point (ou un point d'exclamation).
La phrase injonctive emploie normalement le mode impératif. Mais elle peut également employer un temps ayant la même valeur : infinitif, indicatif présent, futur, subjonctif présent… Elle peut être aussi une phrase nominale :
Prends ta moto. Ne pas stationner. Aidons-le. Qu'ils aillent au diable ! Trois cafés, l'addition !
- Une phrase de type interrogatif peut quelquefois avoir valeur de phrase injonctive, mais d'un point de vue formel et syntaxique, il s'agit toujours d'une phrase de type interrogatif :

Voulez-vous vous taire ?
Pour : « Taisez-vous ».
- De la même façon, une injonction indirecte est du type déclaratif :

Je souhaite qu'il s'en aille.

### Phrase interrogative
Une phrase interrogative indique que l'énonciateur demande une information au destinataire, et attend une réponse de la part de celui-ci. Il s'agit d'une remise en question de l'assertion.

#### Formes de la phrase interrogative
La phrase interrogative ne peut consister qu'en une interrogation directe. En effet, l'interrogation indirecte étant contenue dans une proposition subordonnée, celle-ci ne peut en conséquence être considérée comme une phrase interrogative.
Il existe trois formes d'interrogation directe : 
- La forme inversée, c'est-à-dire, la forme avec inversion du pronom sujet. Elle appartient au registre soutenu :

Viendront-ils ? Viendra-t-il ?
avec, dans ce dernier exemple, un -t- épenthétique pour des raisons d'euphonie (pour éviter le hiatus).
- La forme longue, c'est-à-dire, la forme renforcée avec la locution « est-ce que ». Elle appartient au registre courant :

Est-ce qu'il viendra ?
- La forme simple, courte ou intonative. Elle appartient au registre familier et seule la présence du point d'interrogation permet de la distinguer d'une phrase énonciative :

Il viendra ?
L'inversion du pronom sujet et l'emploi de la locution « est-ce que » s'excluent mutuellement, autrement dit, une phrase telle que « Est-ce qu'il viendra-t-il ? » est totalement incorrecte. On devrait dire : « Est-ce qu'il viendra ? » ou « Viendra-t-il ? »

#### Interrogation globale (ou totale) et interrogation partielle
En fonction de la réponse attendue, on distingue habituellement l'interrogation globale et l'interrogation partielle.
- L'interrogation globale (ou totale) est l'interrogation directe qui porte sur l'ensemble de l'énonciation. La réponse attendue ne peut normalement exprimer que l'affirmation ou la négation (... ou l'incertitude ou l'ignorance) :

- Est-ce que Louis est parti pour le Maroc ? - Oui / - Non (- Peut-être./ - Je ne sais pas.)
- L'interrogation partielle est l'interrogation directe qui porte seulement sur un élément de l'énonciation. Dans ce cas, une infinité de réponses peuvent être attendues. On remarquera que lorsque l'interrogation porte sur le verbe, on a recours à un verbe dit vicaire, pro-verbe ou substitut (faire, fabriquer…), servant à représenter l'action désignée par le verbe inconnu :

- Qu'a fait Louis hier ? - Il est parti pour le Maroc.
- Pour quel pays Louis est-il parti hier ? - Le Maroc.
- Qui est parti pour le Maroc, hier ? - Louis.
- Quand est-ce que Louis est parti pour le Maroc ? - Hier.
- Comment est-ce que Louis est parti pour le Maroc ? - En avion.

#### Contraintes syntaxiques
- Présence obligatoire du point d'interrogation (à la différence de l'interrogation indirecte).
- Présence d'un outil interrogatif (on dit aussi parfois, un marqueur interrogatif). L'interrogation directe globale n'a besoin d'aucun outil (mis à part la locution « est-ce que »). L'interrogation directe partielle par contre, en exige un. Cet outil fait obligatoirement partie de l'une des trois catégories suivantes :

- Pronoms interrogatifs (qui, que, quoi, où, lequel, lesquels, lesquelles, duquel, desquels, desquelles, auquel, auxquels, auxquelles );
- Adjectifs interrogatifs (quel, quelle, quels, quelles, combien de);
- Adverbes interrogatifs (combien, comment, pourquoi, quand, que) :
Qui est là ?/ Combien de sucres ?/ Pourquoi tu n'es pas venu ?
- Mode du verbe principal. Dans l'interrogation directe, le verbe principal n'a pas de mode spécifique. L'indicatif est employé couramment, l'infinitif parfois, ainsi que les phrases nominales (mais jamais l'impératif, ni le subjonctif) :

Que faire ? Pourquoi se tracasserait-il ? Quoi de neuf ?

## Formes de phrases
La phrase standard ne contient pas de négation, elle a un sujet actif et ne précise pas d’intonnation particulière. Cependant, la phrase peut aussi prendre ces différentes formes.

### Forme négative
Une phrase peut être niée logiquement à l’aide d’adverbes de négation incluant forcément ne : elle est alors à la forme négative.

### Forme passive
Lorsque le sujet subit l’action plutôt qu’il n’en est l’acteur, le verbe est à la voix passive : la phrase est à la forme passive. À la forme passive, il peut y avoir un complément d'agent qui est le sujet de la phrase active correspondante.
« La souris est mangée par le chat. »

Dans cette forme passive, « par le chat » est complément d’agent. Il est sujet dans la phrase active correspondante :

« Le chat mange la souris. »

### Forme exclamative
Une phrase exclamative constitue l’expression d’une émotion (joie, colère, surprise…) par l’énonciateur. Elle contient une forte affectivité. À l’écrit, elle se termine par un point d'exclamation.
Je suis fier de toi !
La forme exclamative peut être induite par un outil exclamatif (adverbe ou déterminant) introducteur.
« Quelle belle journée ! » (déterminant exclamatif quel)

« Comme tu es courageux ! » (adverbe exclamatif comme)